# Codarts音樂藝術學院
Codarts音樂藝術學院（Codarts hogeschool voor de kunsten）是荷蘭的一所職業大學，位於鹿特丹，教授音樂、舞蹈和馬戲藝術。該校於2000年搬遷至現址。

## 歷史
Codarts的起源可追溯至鹿特丹音樂學院（Rotterdams Conservatorium voor Muziek），通常以其院長Jos Holthaus（1879–1943）命名為霍特·豪斯音樂學院（Conservatorium Holthaus）。 1886年，德國小提琴家威利·赫斯在鹿特丹音樂學院擔任教授，任職兩年。
1930年，另一所鹿特丹音樂藝術學院（Rotterdamsch Toonkunst Conservatorium）成立，由作曲家威廉·派佩尔擔任院長。鹿特丹舞蹈學校（Rotterdamse Dansschool）於1931年成立，Corrie Hartong擔任院長，德國舞者Gertrud Leistikow擔任教師。起初，舞蹈學校是霍特豪斯音樂學院的一部分。1935年，舞蹈學校轉移至派佩爾的音樂學院。哈通繼續擔任院長，直到1961年卸任，並繼續教學至1967年。
第二次世界大戰於1939年爆發，荷蘭在1940年5月被入侵。1940年5月14日，舞蹈學校和派佩爾音樂學院的主建築被炸彈摧毀。決定將派佩爾和霍特豪斯的音樂學院合併到馬特內塞爾蘭（Mathernesserlaan）的一棟建築中，那是霍特豪斯的分部。不久後，他們又搬到一棟倖存的大老房子，周圍被瓦礫包圍，並設法在戰爭期間直到宵禁前，繼續開設日間和早晚課程。直到霍特豪斯於1943年去世之前，這所合併的音樂學院一直有兩位院長。
鹿特丹舞蹈學校於1954年更名為鹿特丹舞蹈學院（Rotterdamse Dansacademie）。1986年，音樂學院和舞蹈學院成為鹿特丹音樂與戲劇大學（Hogeschool voor Muziek en Theater Rotterdam）。學校於2000年遷入現代化建築，鄰近德奧倫音樂廳，並更名為Codarts藝術大學（Codarts – hogeschool voor de kunsten）。馬戲藝術學程則自2006年9月設立。

## 院系

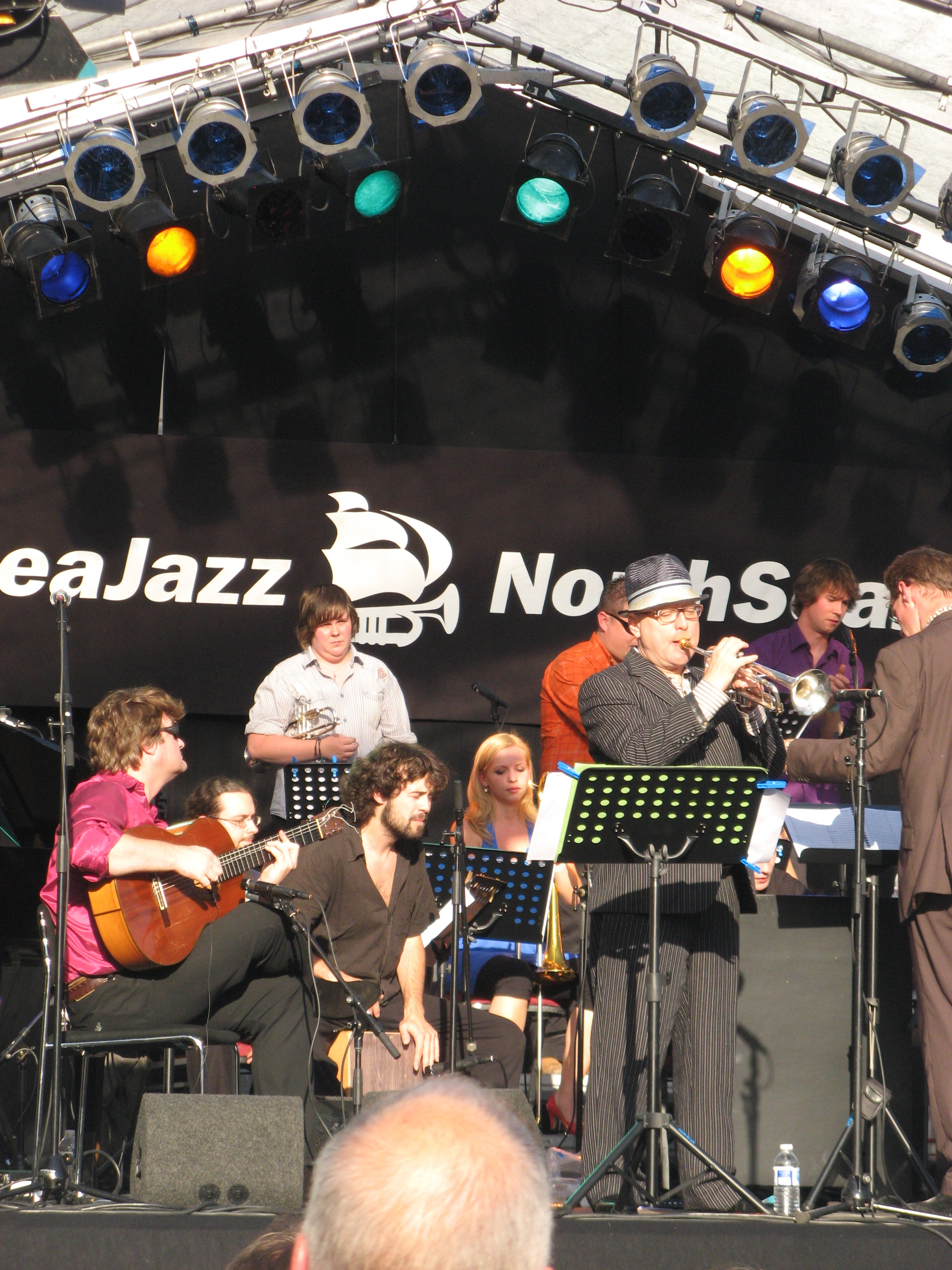
Codarts大樂隊，由伊利亞·雷恩古德指揮，於北海爵士音樂節，2008年7月

Codarts有三個院系：鹿特丹音樂學院、鹿特丹舞蹈學院、和鹿特丹馬戲藝術學院。
鹿特丹音樂學院是荷蘭最大的音樂學院之一，擁有超過900名學生。它提供多個學科的學士學位課程：音樂劇場、流行音樂、爵士樂、作曲/編曲、音樂製作、阿根廷探戈、印度音樂、佛朗明哥、拉丁/拉丁爵士/巴西音樂、土耳其音樂、古典音樂和音樂教育。學校舉辦公開演出，有時使用鄰近的多倫音樂廳。因此，2011年4月，客座指揮阿里·范·貝克在Jurriaanse Hall指揮Codarts管弦樂團和Codarts室內合唱團的演出。
2011年9月，Codarts合奏團演出了一個探索古典音樂與爵士樂界限的節目，演奏了史特拉文斯基、蓋希文、蕭斯塔科維奇、安泰爾和哈維的作品。2012年3月，Codarts合奏團再次在德奧倫演出，與Codarts室內合唱團合作，演出亞瑟·奧涅格的主要作品。他們由維切爾·曼德梅克指揮。
舞蹈學院教授舞者，並安排學生參加演出和巡演。Codarts幫助學生通過與知名舞蹈公司的實習獲得實踐經驗，並參加與其他歐洲和美國舞蹈學校的學生交流計劃。2011年5月，鹿特丹舞蹈學院在威尼斯雙年展上演出了一場名為Talent on the Move的表演。
節目包括著名編舞家如伊日·基利安、納喬·杜阿托和毛羅·比貢澤蒂的作品，以及學院畢業生等年輕藝術家的作品。
馬戲藝術學校於2006年9月開始提供學士課程，培訓學生從事當代馬戲和傳統馬戲、綜藝節目以及地方或街頭劇場的職業。馬戲學生學習舞蹈和戲劇以及各種馬戲技巧，以準備專業生涯。
音樂與舞蹈高中（Havo voor Muziek en Dans）提供中學教育，其中音樂和舞蹈是日常課程的一部分。該校與Codarts大樓共址，Codarts的教師教授音樂和舞蹈課程。該校為學生準備高等音樂教育，但畢業生仍需通過入學考試才能繼續在Codarts學習。該高中是2007年紀錄片夢工廠的主題，由內蒂·范·霍恩執導。

## 建築

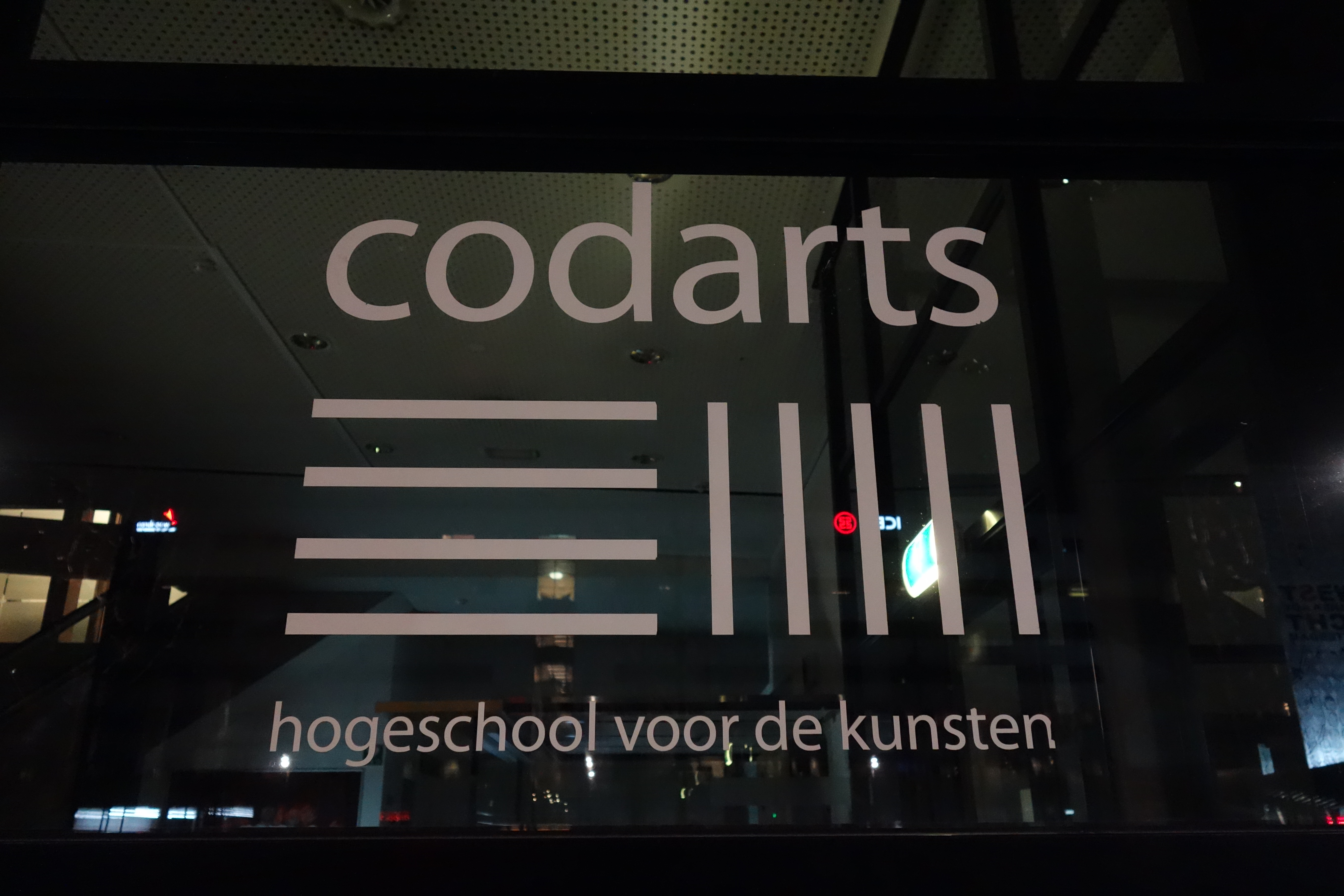
Codarts鹿特丹

該建築毗鄰1966年建成的德奧倫音樂廳和會議大樓，這裡是鹿特丹愛樂樂團的所在地。
該建築是1993年由Jan Hoogstad定義的德奧倫擴建總體規劃的一部分。通過縮小Karel Doormanstraat的規模，創造了一個新的建築用地，這被用於德奧倫的擴建和Codarts大樓。
該建築由Ector Hoogstad建築事務所開發，於2000年完工。底座主要用於商業用途。建築相對較高，以滿足學校的所有需求，總樓面面積為10,500平方（113,000平方英尺）。從視覺上看，Codarts大樓似乎延伸到了會議中心的盡頭。建築的鋼骨架支撐著內部空間的『盒中盒(box in box)』設計，包括幾個具有可變照明的高空間。一條長電梯將入口大廳連接到五樓。這是Codarts的主要樓層，擁有餐廳、圖書館和幾個表演室，並開放到德奧倫擴建的屋頂露台。Codarts佔據了這一樓層以下的教室和辦公室。音樂學院位於其上，大型舞蹈工作室位於建築的頂部。建築外牆覆有磚塊，以與附近的公寓建築保持一致的外觀。

## 著名校友
- Ike Moriz（英语：Ike Moriz）：德國-南非歌手、作曲家和演員。
- Willemijn Verkaik（英语：Willemijn Verkaik）：荷蘭戲劇女演員，以在荷蘭、德國、紐約和倫敦演出音樂劇《女巫前傳》中的Elphaba角色而聞名。
- Henk van der Vliet（英语：Henk van der Vliet）（1950年）：荷蘭作曲家和長笛演奏家
- San Holo（英语：San Holo）：荷蘭唱片製作人和DJ。
- Ralph Kaminski（英语：Ralph Kaminski）：波蘭歌手和詞曲創作人
- Froukje Veenstra（英语：Froukje Veenstra）：荷蘭歌手和詞曲創作人

## 外部連結
- 官方网站

- . Codarts. Mar 20, 2012  [2012-05-05].

- . Codarts. Jan 26, 2008  [2012-05-05].

- . Codarts. 14 March 2012  [2012-05-05].